# Die Donau brennt
Die Donau brennt ist ein rumänischer Abenteuerfilm aus dem Jahr 1959.

## Handlung
Ein Partisanenkämpfer heuert auf einem Schleppkahn an, um den für die feindlichen Soldaten bestimmten Nachschub zu stehlen. Anstelle der Besatzungsmacht sollen die eigenen Widerstandskämpfer die Waffen und Munition erhalten. Von diesem Beispiel inspiriert, ändert die Mannschaft ihre Meinung und folgt dem Kämpfer.

## Kritik
„Spannendes und handwerklich solides Partisanenabenteuer.“

## Deutsche Veröffentlichung
Der Film lief am 30. September 1960 in der DDR in den Kinos an und wurde am 1. April 1961 zum ersten Mal auf dem ostdeutschen Fernsehsender DFF 1 ausgestrahlt.